# Ambassade de France au Qatar
L'ambassade de France au Qatar est la représentation diplomatique de la République française auprès de l'État du Qatar. Elle est située à Doha, la capitale du pays, et son ambassadeur est, depuis 2021, Jean-Baptiste Faivre.

## Ambassade
L'ambassade est située sur Diplomatic Street à Doha, sur une corniche qui, comme son nom l'indique, comprend de nombreuses ambassades (Corée, Maroc, Soudan, Pakistan, Iran, Jordanie etc.). Elle accueille aussi le consulat général de France.

## Histoire

### Relations diplomatiques
Jusqu'en 1972, la représentation de la France au Qatar était assurée par l'ambassadeur de France au Koweït.

## Ambassadeurs
| De   | À    | Ambassadeur                 |
| ---- | ---- | --------------------------- |
| 1972 | 1974 | Paul Carton                 |
| 1974 | 1978 | Bernard Lopinot             |
| 1978 | 1981 | Jean Bellivier              |
| 1981 | 1984 | Henri Piot                  |
| 1984 | 1988 | Fernand Brejon de Lavergnée |
| 1988 | 1991 | Pierre Ariola               |
| 1991 | 1994 | André Janier                |
| 1994 | 1998 | Henri Deniaud               |
| 1998 | 2002 | Bertrand Besancenot         |
| 2002 | 2006 | Alain Azouaou               |
| 2006 | 2008 | Antoine Sivan               |
| 2008 | 2011 | Gilles Bonnaud              |
| 2011 | 2014 | Jean-Christophe Peaucelle   |
| 2014 | 2018 | Éric Chevallier             |
| 2018 | 2021 | Franck Gellet               |
| 2021 | auj. | Jean-Baptiste Faivre        |

## Consulat
La France ne possède pas d'autre consulat que le consulat général dans le même bâtiment.

### Communauté française
Au 31 décembre 2016, 4 513 Français sont inscrits sur les registres consulaires au Qatar.
| 2001 | 2002 | 2003 | 2004 |
| ---- | ---- | ---- | ---- |
| 584  | 678  | 705  | 806  |

| 2005  | 2006  | 2007  | 2008  |
| ----- | ----- | ----- | ----- |
| 1 046 | 1 504 | 1 802 | 2 278 |

| 2009  | 2010  | 2011  | 2012  |
| ----- | ----- | ----- | ----- |
| 2 680 | 2 948 | 3 202 | 3 366 |

| 2013  | 2014  | 2015  | 2016  |
| ----- | ----- | ----- | ----- |
| 3 664 | 3 808 | 4 091 | 4 513 |

| 2017  | 2018  | - | - |
| ----- | ----- | - | - |
| 4 558 | 4 607 | - | - |

### Circonscriptions électorales
Depuis la loi du 22 juillet 2013 réformant la représentation des Français établis hors de France avec la mise en place de conseils consulaires au sein des missions diplomatiques, les ressortissants français d'une circonscription recouvrant Bahreïn et le Qatar élisent pour six ans trois conseillers consulaires. Ces derniers ont trois rôles :
1. ils sont des élus de proximité pour les Français de l'étranger ;
2. ils appartiennent à l'une des quinze circonscriptions qui élisent en leur sein les membres de l'Assemblée des Français de l'étranger ;
3. ils intègrent le collège électoral qui élit les sénateurs représentant les Français établis hors de France.

Pour l'élection à l'Assemblée des Français de l'étranger, le Qatar appartenait jusqu'en 2014 à la circonscription électorale d'Abou Dabi comprenant aussi l'Arabie saoudite, Bahreïn, les Émirats arabes unis, le Koweït, Oman et le Yémen, et désignant trois sièges. Le Qatar appartient désormais à la circonscription électorale « Asie centrale et Moyen-Orient » dont le chef-lieu est Dubaï et qui désigne quatre de ses 23 conseillers consulaires pour siéger parmi les 90 membres de l'Assemblée des Français de l'étranger.
Pour l'élection des députés des Français de l’étranger, le Qatar dépend de la 10e circonscription.